# Малько, Александр Михайлович
Алекса́ндр Миха́йлович Малько́ (род. 23 октября 1964, Баксан) — российский учёный-аграрий, доктор сельскохозяйственных наук (2005), кандидат биологических наук (1992), последний начальник Государственной семенной инспекции Российской Федерации (2003—2007), организатор и первый директор крупнейшего учреждения в АПК Российской Федерации — ФГБУ «Россельхозцентр».

## Биография
Родился в городе Баксан Кабардино-Балкарской Республики в семье учителя математики Лидии Фёдоровны Малько (Крымовой) и геологоразведчика Михаила Григорьевича Малько. В 1982 году окончил с золотой медалью среднюю школу № 3 города Баксана. Поступил в Московскую сельскохозяйственную академию им. К. А. Тимирязева на специальность агрономия (специализация селекция и семеноводство), в 1987 году окончил академию с красным дипломом. До 1992 года активно занимался общественной организационной работой в структурах ВЛКСМ.
В 1988 году поступил в аспирантуру МСХА им. К. А. Тимирязева, работал главным агрономом, старшим научным сотрудником, директором Селекционной станции им. П. И. Лисицына в МСХА им. К. А. Тимирязева. С 1995 года был назначен заведующим лабораторией селекции и семеноводства полевых культур, совмещая это с преподаванием в МСХА им. К. А. Тимирязева.
С конца 80-х годов участвовал в становлении кооперативного движения в СССР. Являлся организатором и руководителем ряда коммерческих организаций по производству, розничной и оптовой реализации семян и посадочного материала, средств защиты растений, кормовых добавок, препаратов для животных, другой продукции АПК.
С 2003 по 2007 возглавлял Государственную семенную инспекцию Российской Федерации.
С 2007 года по настоящее время — директор ФГБУ «Россельхозцентр», созданного под его руководством по распоряжению Правительства № 566-р от 05.05.2007 путём слияния 143 государственных семенных инспекций и территориальных станций защиты растений.
Является членом рабочей группы Государственного Совета Российской Федерации по направлению «Сельское хозяйство». Возглавляет национальный технический комитет по стандартизации «Семена и посадочный материал» (ТК-359) и межгосударственные технические комитеты МТК-124 и МТК- 266. Персональный член Международной ассоциации тестирования семян  (International Seed Testing Association), в 2010 - 2016 гг входил в исполнительный комитет ассоциации. Состоит в специализированной секции ЕЭК ООН по семенному картофелю, является национальным техническим координатором ФАО ООН от Российской Федерации по борьбе с саранчовыми вредителями, возглавляет национальный орган по участию в Схемах ОЭСР по семенам.
В научно-техническом совете Минсельхоза России состоит в секции земледелия и растениеводства. Участвует в нескольких диссертационных советах и редакционных советах журналов «Защита и карантин растений», «Вестник РУДН», «Картофель и овощи». Член экспертного совета Союза производителей ячменя, солода, хмеля и пива России.
Почетный гражданин городского округа Баксан (Решение Совета самоуправления от 29 мая 2024 г. №40-1)

## Направления научной и профессиональной деятельности
А. М. Малько — автор и соавтор научно-методических работ, монографий, учебников, программ подготовки специалистов в вузах, нормативно-правовых документов.
Основные публикации:
- Качество семенного картофеля: учебно-методическое пособие. — М.: ИЭНЭК, 2003. — 351 с.
- Научно-практические основы контроля качества и сертификации семян в условиях рыночной экономики. — М.: ИКАР, 2004. — 288 с.
- Факторы и условия развития семеноводства сельскохозяйственных растений в Российской Федерации. — М.: МСХА им. К. А. Тимирязева, 2006. — 302 с.
- Семена сорных растений. — М.: Московские учебники — СиДипресс, 2008. — 496 с.
- Методика оценки проростков семян. — М.: Московские учебники — СиДипресс, 2009. — 176 с.
- Основы сертификации семян сельскохозяйственных растений и ее структурные элементы / Уч. пособие. Изд. 2-е, дополненное и переработанное. — М.: РГАУ-МСХА им. К. А. Тимирязева, 2010. — 335 с.
- Международный опыт развития селекции и семеноводства сельскохозяйственных культур. — М.: РГАУ-МСХА им. К. А. Тимирязева, 2012. — 446 с.
- Практикум по селекции и семеноводству полевых культур: учебное пособие для подготовки бакалавров, обучающихся по направлению 110400 «Агрономия» — СПб.: Лань, 2014. — 448 с.
- Нормативно-правовые основы селекции и семеноводства: учебное пособие: издание 2 доработанное. — СПб.: Лань, 2019. — 252 с.
- Методические рекомендации по определению прямых затрат на восстановление объектов сельского хозяйства, пострадавших от чрезвычайных ситуаций природного характера в агропромышленном комплексе (включая ЛПХ). Методические указания, — М.: ПравоБук, 2019. — 104 с.